# Hôtel de préfecture des Côtes-d'Armor
L'hôtel de préfecture des Côtes-d'Armor est un bâtiment situé à Saint-Brieuc, en France. Il sert de préfecture au département des Côtes-d'Armor. Il abrite également le Conseil départemental.

## Localisation
L'édifice est situé dans le département français des Côtes-d'Armor, sur la commune de Saint-Brieuc.